# Watersipora edmondsoni
Watersipora edmondsoni är en mossdjursart som beskrevs av Jacqueline A. Soule 1968. Watersipora edmondsoni ingår i släktet Watersipora och familjen Watersiporidae. Inga underarter finns listade i Catalogue of Life.